# Tétraèdre tronqué augmenté
Pour les articles homonymes, voir J65.
Le tétraèdre tronqué augmenté est un polyèdre faisant partie des solides de Johnson (J65). Comme le nom l'indique, il peut être construit en augmentant un tétraèdre tronqué sur une des faces hexagonale par une coupole hexagonale  (J3).  
Les 92 solides de Johnson ont été nommés et décrits par Norman Johnson en 1966.